# Варклед-Аул
Варклед-Аул (тат. Бәркләт Авыл) — посёлок в Агрызском районе Республики Татарстан России. Входит в состав Новобизякинского сельского поселения.

## Этимология
Комоним образован из слова Варклед (тат. Бәркләт, название реки неизвестной этимологии) и топоформанта Аул (тат. Авыл «деревня, село»).

## Географическое положение
Посёлок находится в Восточном Предкамье, в верховьях речки Варклед, на расстоянии 44 км по автодорогам к юго-западу от города Агрыз и в 2,5 км по автодорогам к северо-западу от центра поселения.
Посёлок Варклед-Аул, как и весь Татарстан, находится в часовой зоне МСК (московское время). Смещение применяемого времени относительно UTC составляет +3:00.

## История
Основан в 1900 году, до 1920 года входил в Мушаковскую волость Елабужского уезда Вятской губернии, по другим данным в 1921 году, жителями села Кучуково. С 1927 года (кроме 1948 и 1963—64 годов) — в составе Агрызского района Татарской АССР. На 1948 год в составе Ново-Бизякинского сельского Совета, в 1963—64 годах — в Елабужском.

## Население
| 1926 | 1939 | 1958 | 1970 | 1989 | 2002 | 2010 | 2012 | 2015 |
| ---- | ---- | ---- | ---- | ---- | ---- | ---- | ---- | ---- |
| 99   | 138  | 105  | 83   | 55   | 49   | 51   | 40   | 40   |

Национальный состав
Согласно результатам переписи 2002 года, в национальной структуре населения татары составили 92 %.

## Инфраструктура
Имеются водонапорная башня, кладбище и скотомогильник. Другие объекты инфраструктуры в посёлке отсутствуют.
В посёлке единственная улица — Колхозная.